# OEKO-TEX

Logó

Az OEKO-TEX (régebben használt írásmóddal – és egyben ez is a kiejtése –: Öko-Tex) nemzetközi szervezet, amelynek neve összeforrt a legismertebb és legrégebben bevezetett termékszabványával, az Oeko-Tex Standard 100-zal . Ez a „Bizalom a textíliában” mottóval ismertté vált és ma már világszerte a leginkább használt önkéntes tanúsítás, a textil alapanyagok, félkész- és késztermékek, ruhák és az azokon alkalmazott kellékek (cérnák, gombok, cipzárak, tépőzárak, címkék stb.) számára kidolgozott, humánökológiai szempontok szerint összeállított vizsgálati és tanúsítási rendszer. Előírja a textil- és ruhaipari gyártásban használt anyagokban előforduló kémiai anyagoknak azt a még megengedett mennyiségét, ami az emberi szervezetre nézve nem jelent veszélyt. 
Az OEKO-TEX mottója 2020-tól megváltozott: a széles körben ismert "Bizalom a textilben" helyett az "Inspiring confidence" új szlogent használják. 
A nemzetközi OEKO-TEX Szervezet folyamatosan bővíti portfólióját, amelybe ma már különböző termék- és gyártástanúsítási szabványok tartoznak. A szervezethez tartozó akkreditált vizsgáló és tanúsító intézetek hivatottak arra, hogy a termékeket, a gyártó-, a kereskedő cégeket és a márkákat az OEKO-TEX szabványai szerint minősítsék. A független auditorok rendszeresen ellenőrzik, hogy az OEKO-TEX tanúsítványt megszerzett termékek, vállalkozások folyamatosan teljesítik-e az előírt követelményeket. Ez biztosítja a fogyasztóközönség számára, hogy az OEKO-TEX megkülönböztető jelzéssel ellátott termékek az egészségre nézve nem ártalmasak, és a vállalkozások fenntartható módon, szociális felelősségvállalással, környezetet kímélve üzemelnek. Magyarországon és néhány környező országban az OEKO-TEX tanúsítványok kiadására az INNOVATEXT Zrt. jogosult.

## Történet
Az 1990-es évek elején először Svájcban és Németországban vezettek be a textilanyagok körében olyan vizsgálati módszereket, amelyeket korábban csak más analitikai területeken alkalmaztak (például atomabszorpciós és gázkromatográfiás vizsgálatok). Ezek a vizsgálatok kimutatták, hogy még az olyan természetes szálasanyagok, mint a pamut, tartalmazhatnak az egészségre káros anyagokat, mint például nehézfémeket, formaldehidet stb. Azonban olyan textíliákat előállítani, amelyek egyaránt megfelelnek a fogyasztói igényeknek (divatos színek, könnyű kezelhetőség, hosszú élettartam és egyéb funkcionális követelmények) és a környezetvédelem és az egészségvédelem követelményeinek is, egyáltalán nem egyszerű feladat. A divat- és funkcionális igények nem elégíthetők ki bizonyos vegyi anyagok alkalmazása nélkül.
Amikor világossá vált, hogy a textíliákban lehetnek az egészségre ártalmas anyagok, még nem létezett a textíliák humánökológiai minőségének megítéléséhez megbízható termékvédjegy, amely a fogyasztóközönséget tájékoztatta volna, sem pedig egységes határérték-rendszer, amely a textilgyáraknak és a ruhaipari vállalatoknak útmutatást adott volna arra, hogy a textiltermékekben előforduló ártalmas anyagok milyen mennyisége tekinthető még elfogadhatónak anélkül, hogy azok az egészségre ártalmasak lennének. Ezért az Osztrák Textilipari Kutatóintézet (ÖTI) és a német Hohenstein Kutatóintézet az akkor már rendelkezésre álló vizsgálati szabványok alapján közösen kialakította az ún. OEKO-TEX Standard 100-at. Ez egy vizsgáló és tanúsító rendszer, amely a modern textilfelhasználók sokrétű minőségi igényét veszi figyelembe, és egyidejűleg tekintettel van a textilipar összetett termelési feltételeire (globális szervezet, erős nemzetközi munkamegosztás, különböző felfogás a tekintetben, hogy mely anyagok és azok milyen mértékű előfordulása tekinthető károsnak) is.
1992-ben létrejött a nemzetközi OEKO-TEX Szervezet, amelyet az osztrák, a német és a svájci textilipari kutató intézetek alapítottak, majd csatlakozott hozzá több más ország hasonló intézménye is (a magyar INNOVATEXT 1994-ben). Az OEKO-TEX Szervezet tevékenysége és hatásköre nemcsak Európára, hanem a világ legtöbb országára, az USA-ra, valamint a dél-amerikai és ázsiai országokra is kiterjed. 2018 évi adatok szerint több mint 70 országban volt képviselete.
Jelenleg (2022-ben) 17 független vizsgáló és kutató intézet tartozik a szervezethez. Magyarországon az INNOVATEXT Textilipari Műszaki Fejlesztő és Vizsgáló Intézet Zrt.-nek van joga ilyen nemzetközileg is elismert tanúsítványokat kiállítani. Az INNOVATEXT Zrt. nemcsak a hazai régiót fedi le, területi képviseletet működtet Romániában és Bulgáriában is. Hazai és nemzetközi ügyfélköre folyamatosan bővül.

## Tanúsítási rendszerek
Az OEKO-TEX Szervezet a következő tanúsítási rendszereket tartja fenn és alkalmazza:
- OEKO-TEX STANDARD 100  – Általános vizsgálati és tanúsítási rendszer textil-, ruha és bőripari alapanyagok, félkész- és késztermékek illetve kellékek (pl. cérnák, gombok, cipzárak, tépőzárak, címkék stb.) számára, annak tanúsítására, hogy a termék nem tartalmaz az egészségre ártalmas anyagokat.
- OEKO-TEX STeP  – Tanúsítási rendszer annak ösztönzésére, hogy a textil-, ruha- és bőrtermékek gyártói a fokozottabb környezetvédelem, a munkahelyi biztonság és a szociális felelősségérzet szempontjai szerint optimalizálják gyártási technológiáikat és a munkakörülményeket. Az IMPACT CALCULATOR számszerűsíti a gyártás környezeti lábnyomát, a víz- és a széndioxid terhelés kimutatásához.
- OEKO-TEX MADE IN GREEN  – Ez a címke olyan textil, ruházati és bőr termékeken alkalmazható, amelyeket fenntartható módon, a STeP tanúsítás követelményeit kielégítő eljárással készítettek és abban az OEKO-TEX termékszabványai (STANDARD 100  vagy LEATHER STANDARD ) szerinti vizsgálatok egészségre ártalmas anyagot nem mutattak ki.
- OEKO-TEX LEATHER STANDARD   – A valódi bőrből készült termékekre vonatkozik (műbőrökre nem!) amely azt tanúsítja, hogy a bőripari termékben nincsenek az egészségre káros vegyszerek.
- OEKO-TEX ECO PASSPORT  – Az ezzel a tanúsítással rendelkező vegyi anyagokat gyártók azt igazolhatják, hogy a textil-, ruha- és bőrgyártásban alkalmazott vegyszereik és segédanyagaik (színezékek, a funkcionális kikészítéshez használt vegyületek, appretálószerek, kenőanyagok, oldószerek stb.) a fenntartható textilgyártáshoz felhasználhatóak.
- OEKO-TEX DETOX TO ZERO – Az OEKO-TEX STeP tanúsítás részét képező jelentés, amely értékeli a textíliát gyártó cég vegyszerkezelésének és hulladékvíz- és veszélyesanyag-kibocsátásának kezelését, összhangban a Greenpeace Detox kampányának követelményeivel.
- OEKO-TEX RESPONSIBLE BUSINESS - Az OEKO-TEX legújabb szolgáltatása,amely támogatást jelent az üzleti tevékenység meglévő és potenciális negatív hatásainak megelőzésében vagy mérséklésében.
- OEKO-TEX ORGANIC COTTON - Védjegy és terméktanúsítás a biopamut- vagy biopamuttal kevert alapanyagú textiltermékekhez.

Az OEKO-TEX szervezet honlapján elérhető az a nyílt adatbázis (Buying Guide), amelyben különböző szempontok szerint kereshetőek és az adatbázisból kiszűrhetőek a tanúsított termékek (pl. alapanyag, rendeltetés, termékosztály, akár országok, régiók stb. szerint), illetve a tanúsítvánnyal rendelkező gyártók/márkák is. A honlapon ellenőrizhető az is, hogy egy tanúsítvány érvényes-e (Label check).

## A szabvány célja és elterjedtsége
Az OEKO-TEX STANDARD 100  szabvány célja, hogy a textil- és a textilruházati ipar humánökológiai szempontból kifogástalan termékeket gyártson, a kereskedők vevőiknek egészségügyi szempontból kifogástalan textilterméket ajánlhassanak és a fogyasztóközönséget megbízható módon tájékoztassa – a termék megfelelő megjelölésével – arról, hogy az OEKO-TEX által tanúsított termék az egészségre nem ártalmas. Ezt fejezi ki a tanúsító címke „Bizalom a textíliában” felirata. 
2018. évi adatok szerint mintegy 100 ország 10 ezer gyártó cége alkalmazza az OEKO.TEX STANDARD 100 minősítést termékein és e termékek száma meghaladja a 160 ezret. Ezáltal ez a megkülönböztető védjegy az ártalmas anyagokra vonatkozó, világszerte legismertebb és legelterjedtebb vizsgálati jelölés. A bizonyítványok 46,6%-át európai, 50,2%-át ázsiai, 3,2%-át pedig észak- és dél-amerikai, afrikai és ausztráliai gyártású termékekre adták ki. Több magyar textil- és ruhaipari cég is szerepel a tanúsított gyártmányok előállítói között. A kiadott tanúsítványok száma évről-évre dinamikusan emelkedik. A legtöbb tanúsítással rendelkező országok rangsorában az első 5: Kína, Németország, Banglades, Törökország és India. Az OEKO-TEX szervezet éves jelentése szerint a 2020/21-es üzleti évben 24 703 darab STANDARD 100  terméktanúsítványt adtak ki világszerte, ami az előző évhez képest 20%-os növekedést jelent.
Az OEKO-TEX szervezet honlapján elérhető az a nyílt adatbázis (Buying Guide), amelyben különböző szempontok (pl. alapanyag, rendeltetés, termékosztály, akár országok, régiók stb.) szerint kereshetőek és az adatbázisból lekérdezhetőek a tanúsított termékek, illetve a tanúsítvánnyal rendelkező gyártók/márkák is. A honlapon ellenőrizhető az is, hogy egy tanúsítvány száma érvényes-e.
Egy 2008-ban végzett nemzetközi közvélemény-kutatás azt mutatta, hogy az európai vásárlók 42%-a ismeri az OEKO-TEX jelzést és annak lényegét. Az ismertséget megerősítette a 2017-ben, az OEKO-TEX szervezet 25.évi jubileumához kapcsolódóan végzett széles körű felmérés is. A tíz országban mintegy 11 000 vásárló megkérdezésével folytatott kutatás (Global Textile Sustainability Consumer Research) rávilágított arra, hogy a fogyasztók tisztában vannak azzal, hogy a textilekben lehetnek egészségre káros anyagok és a megkérdezettek 43%-a ismeri is a STANDARD 100 by OEKO-TEX védjegyet, 21%-a pedig vásárolt is ilyen tanúsítással jelzett terméket.

### Vizsgálati szempontok és minősítés

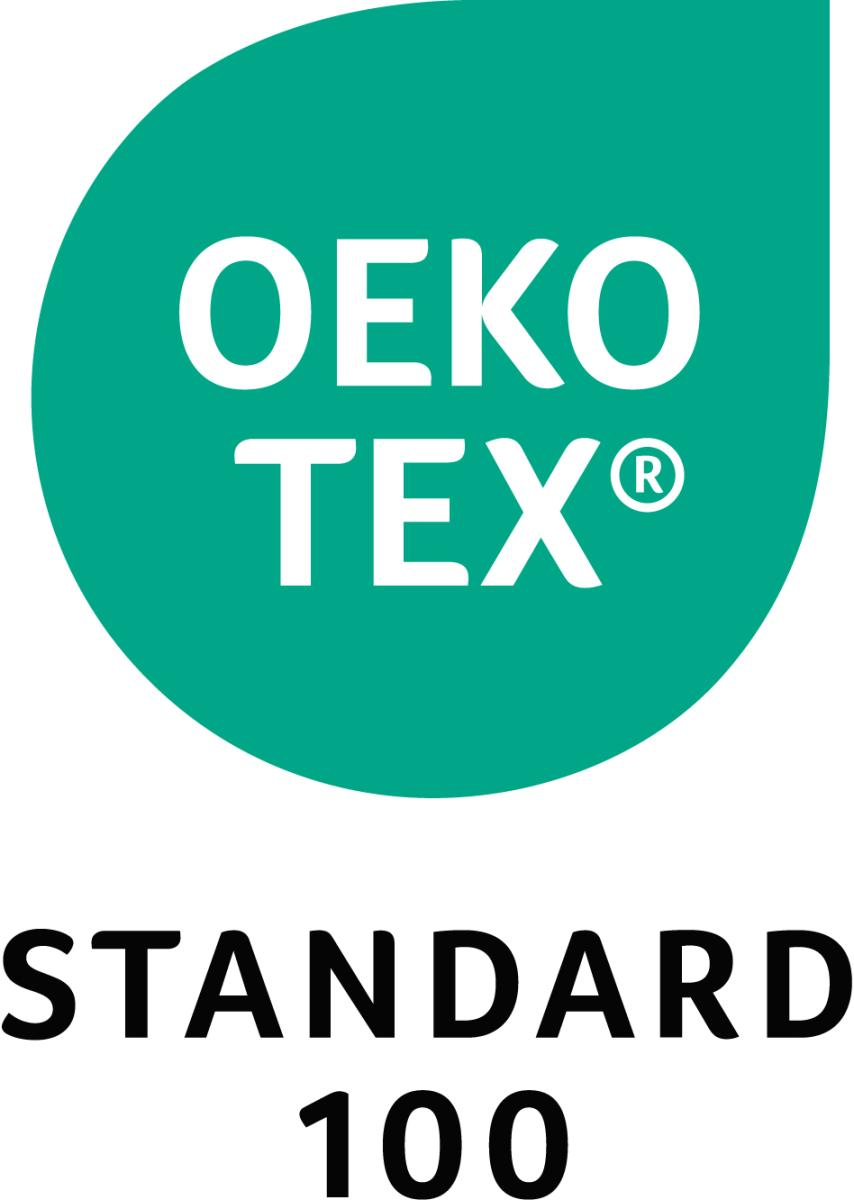

Az OEKO-TEX STANDARD 100  szerinti minősítés széles körű anyagvizsgálattal kezdődik. A vizsgálandó vegyületek és tulajdonságok listája több száz paramétert tartalmaz annak megállapítására, hogy az egészségügyi kockázat miatt veszélyesnek minősített vegyi anyagok előfordulnak-e, és ha igen, milyen mennyiségben a vizsgált termékben. Ennek során vizsgálják a törvény által tiltott és szabályozott vegyületeket, az ismert és egészségre ártalmasnak nyilvánított vegyi anyagokat, valamint az egészséggel összefüggő paramétereket. Az ezekkel kapcsolatos előírásokat tartalmazó szabványt rendszeresen aktualizálják a tudományos eredményeknek és a mindenkori törvényi előírásoknak megfelelően.
A szabvány 4 termékkategóriába sorolja a különböző árucikkeket, és kategóriánként megállapított veszélyességi határértékeket tartalmaz.
Ahhoz, hogy a vizsgált minta a szabvány szerint elfogadhatónak legyen minősíthető, a benne kimutatható vegyi anyagok mennyisége illetve az egyéb előírt paraméterek egyike sem haladhatja meg az előírt határértéket. Ilyen kritérium vonatkozik többek között a következő vegyi anyagokra (de a lista folyamatosan bővül, aktualizálódik!):
- tiltott azoszínezékek,
- rákkeltő és allergiát okozó színezékek,
- formaldehid,
- peszticidek,
- klórozott fenolok,
- szerves klór tartalmú benzolok és toluolok,
- extrahálható nehézfémek,
- ftalát tartalom,
- szerves ónvegyületek,
- biológiailag aktív és lángmentesítő anyagok,
- UV-stabilizátorok;

továbbá határértékek vonatkoznak a következő tulajdonságokra:
- színtartóság,
- pH érték,
- könnyen illó komponensek emissziója,
- szag.

Az OEKO-TEX STANDARD 100  tanúsítás termékosztályai
Az egyes termékosztályokba a rendeltetésük és felhasználásuk szerinti árucsoportokat kerülnek. A különböző termékosztályok a termékekkel szemben támasztott követelményekben és az alkalmazott határértékekben különböznek egymástól. A szabvány határértékei termékosztályonként kerülnek megállapításra. A közvetlenül bőrrel érintkező termékekre vonatkoznak a legszigorúbb elvárások.
- I. termékosztály: Ebbe a termékosztályba tartoznak a csecsemőknek szánt termékek, és erre vonatkoznak a legszigorúbb követelmények és határértékek.
- II. termékosztály: Ebbe a termékosztályba tartoznak a bőrrel érintkező termékek. Ide tartoznak a bőrrel nagymértékben közvetlenül érintkező cikkek, például blúzok, ingek, fehérneműk, matracok stb.
- III. termékosztály: Ebbe a termékosztályba tartoznak a bőrrel nem érintkező termékek. Ide tartoznak a bőrrel nem vagy csak minimálisan érintkező cikkek, mint például a kabátok és mellények, övek stb.
- IV. termékosztály: Ebbe a termékosztályba tartoznak a dekorációs anyagok. Ide tartozik minden árucikk, beleértve a lakberendezési célokra használt kezdeti termékeket és tartozékokat, mint például az asztalterítők, függönyök, kárpitszövetek stb.

A világszerte megvizsgált és minősített termékek túlnyomó többsége (több mint 90%-a) az I. és II. termékosztályba tartozik.
A szabvány a négy termékosztályra nézve más-más határértékeket ír(hat) elő, annak figyelembe vételével, hogy az adott paraméter a testfelülettel érintkezve mennyire lehet veszélyes az emberi szervezetre nézve. Minél intenzívebben érintkezik egy termék a bőrrel, annál szigorúbb humánökológiai követelményeknek kell megfelelnie. Ez magyarázza, hogy a szabvány különösen szigorú követelményeket támaszt a csecsemők és kisgyermekek által viselt illetve használt termékekre. A megengedett határértékek az https://www.oeko-tex.com honlap erre vonatkozó oldalán találhatók meg.
Ha a vizsgálatok mindegyike szerint megfelelően minősíthető a termék, megkaphatja a STANDARD 100 védjegy használati jogát. Az erre vonatkozó bizonyítvány 1 évig érvényes, de érvényessége többször is meghosszabbítható.
Az akkreditált vizsgáló intézetek rendszeresen ellenőrzik a kereskedelemben kapható, a STANDARD 100  szabvány szerint tanúsított termékeken, hogy azok minősége folyamatosan megfelel-e a követelményeknek. Amennyiben eltérnek attól, a védjegy használati engedélyét visszavonhatják.

## STeP

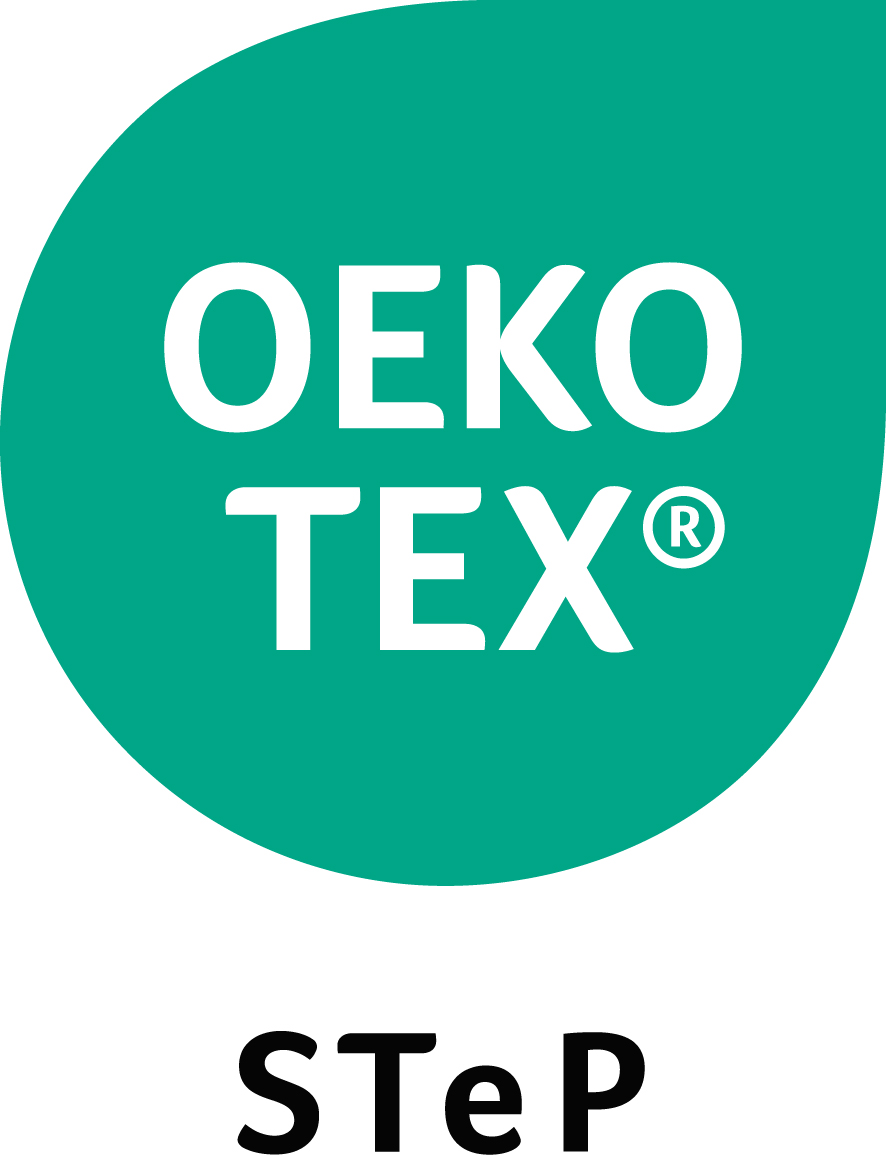
Az OEKO-TEX STeP logója

Az OEKO-TEX Szervezet 2013. júniusában a korábbi OEKO-TEX 1000 Standard továbbfejlesztéseként bevezette a Sustainable Textile Production (STeP) (szó szerinti fordításában: Fenntartható Textilgyártás) elnevezésű tanúsítványt, amelyet később a bőrtermékek gyártására is kiterjesztett. A tanúsítvány mai neve: Sustainable Textile and Leather Production (STeP)  , azaz Fenntartható Textil- és Bőrgyártás az OEKO-TEX szerint. 
A szabvánnyal azt kívánják ösztönözni, hogy a gyártók a fokozottabb környezetvédelem, a munkahelyi biztonság és a szociális felelősségérzet szempontjai szerint optimalizálják gyártási technológiáikat és a munkakörülményeket. Ez a tanúsítási rendszer a textil és bőr ellátási láncon belül azon márkák, kereskedő cégek és gyártók számára készült, amelyek a fenntartható gyártás terén elért eredményeiket átlátható, hiteles és közérthető módon kívánják kommunikálni a nyilvánosság felé. A tanúsítás elérhető a gyártás bármely fázisában, pl. a textil ellátási láncban a szálgyártástól kezdődően a fonodákon, szövödéken, kötödéken, kikészítő üzemeken át a végtermék gyártókig és a textil logisztikai központokig, de a bőrfeldolgozó és a cipőipar bármely szereplője számára is.
Az OEKO-TEX STeP  túlmutat az OEKO-TEX termékszabványain. Ez a megkülönböztető jel a teljes gyártási folyamat környezetvédelmi és szociális szempontból végrehajtott vizsgálatán alapul. 
A tanúsítás holisztikus szemléletű, mert nem csak egyes fenntarthatósági szempontot vizsgál, hanem a termelési feltételek átfogó elemzését és értékelését foglalja magában. A szabvány a következő 6 modul segítségével elemzi a vállalat egyes területeit:
1. Kémiai menedzsment
2. Környezeti teljesítmény
3. Környezetgazdálkodás
4. Társadalmi felelősségvállalás
5. Minőségirányítás
6. Egészségvédelem és munkahelyi biztonság

Az OEKO-TEX STeP  szabvány szerinti tanúsításhoz a vállalatoknak a környezetkímélő gyártási folyamatukra vonatkozó, meghatározott követelményeknek kell megfelelniük.
A megkívánt követelmények közé tartozik többek között:
- a környezetre ártalmas segédanyagok és színezékek kizárása,
- a szennyvíz és a szennyezett levegő tisztítására vonatkozó törvények betartása,
- az energiatakarékosság,
- a zaj- és porképződés elkerülése,
- megfelelő minőségbiztosítás,
- a munkavédelmi előírások betartása,
- a gyermekmunka tilalma,
- egy környezetvédelmi menedzsment rendszer alapvető elemeinek bevezetése.

Az üzemet az OEKO-TEX szervezet független vizsgáló és tanúsító intézetének auditora vizsgálja meg és értékeli. A kérdőíves felmérés és az ezt követő helyszíni kiértékelés (audit) alapján a vállalkozás teljesítménye az alábbi 3 fokozat valamelyikébe sorolható: 
- 1. fokozat – bevezető szint: a tanúsítási eljárásban feltett alapvető kérdésekre adott válaszok legalább 70%-ban megfelelők voltak, ill. az előírt kritériumok teljesültnek.
- 2. fokozat – jó teljesítmény és további optimálási lehetőség: a feltett alapvető és kiegészítő kérdésekre adott válaszok megfelelők.
- 3. fokozat – kiváló válaszok, megfelel a "legjobb gyakorlat" (Best Practice) követelményeinek.

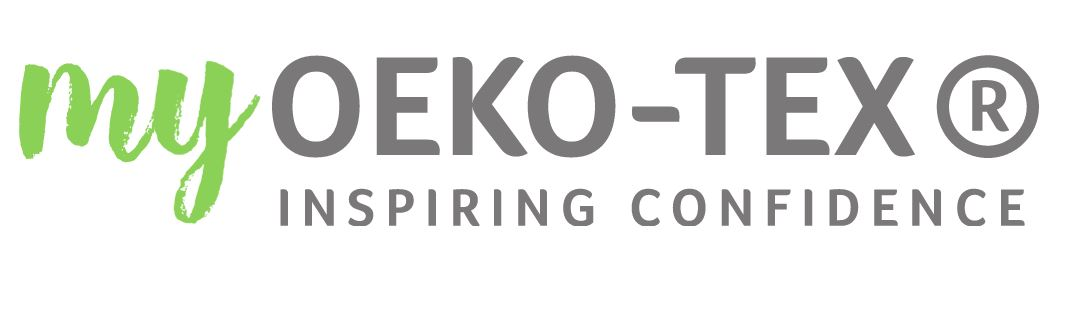
myOEKO-TEX logó

Hazánkban ilyen tanúsítvány kiadására az INNOVATEXT Zrt. jogosult. 
A tanúsítvány három évig érvényes, az auditorok éves felülvizsgálatok során értékelik a követelmények teljesülését. A tanúsítás lejártával a vállalkozás kérheti a megújítását.
A STeP címkét nem helyezik el a termékeken, ez inkább a feldolgozási láncban részt vevő vállalatok közötti információt ("Business-to-Business") szolgálja. A MySTeP adatbázisban a tanúsítást elnyert cégek valamennyi erre vonatkozó adata megtalálható és a partnercégek számára hozzáférhető. Ez a rendszer 2020-tól a MyOEKO-TEX néven érhető el. A MyOEKO-TEX adatbázis biztonságos, átfogó és hatékony megoldást kínál a márkáknak, kereskedőknek és gyártóknak a teljes textil ellátási láncon belül a fenntartható termelést szolgáló tevékenységük optimalizálására. Környezetvédelmi és szociális szempontok alapján is nyomon követhetik és értékelhetik beszállítóikat, hogy hiteles és átlátható módon közvetítsék a fogyasztók felé a fenntarthatóság iránti elkötelezettségüket. További információ a MyOEKO-TEX rendszerről: https://my.oeko-tex.com/ honlapon található 
Felismerve a klímaváltozásra választ adó cselekvés szükségességét, a STeP  tanúsítványba 2022. második felétől beépíti a környezeti hatás vizsgálatát is. A felhasználóbarát digitális eszköz (Impact Calculator) mind a szénlábnyom-, mind a vízlábnyom-számítására alkalmas, így a fenntartható gyártás tanúsítással képesek lesznek az üzemek: 
- azonosítani a felhasznált vagy előállított anyagokat, valamint a gyártási folyamat maximális szén- és vízhatását.

- lépéseket tenni a műveletek javítása és a csökkentési célok elérése érdekében.

- megosztani a szén-dioxid-kibocsátási és vízlábnyom adatokat az ügyfelekkel, befektetőkkel, üzleti partnerekkel és más érdekeltekkel.

Az OEKO-TEX szervezet 2022. év elején bejelentette a termék életciklus-értékelésére szolgáló új eszközének fejlesztését is.

## OEKO-TEX MADE IN GREEN

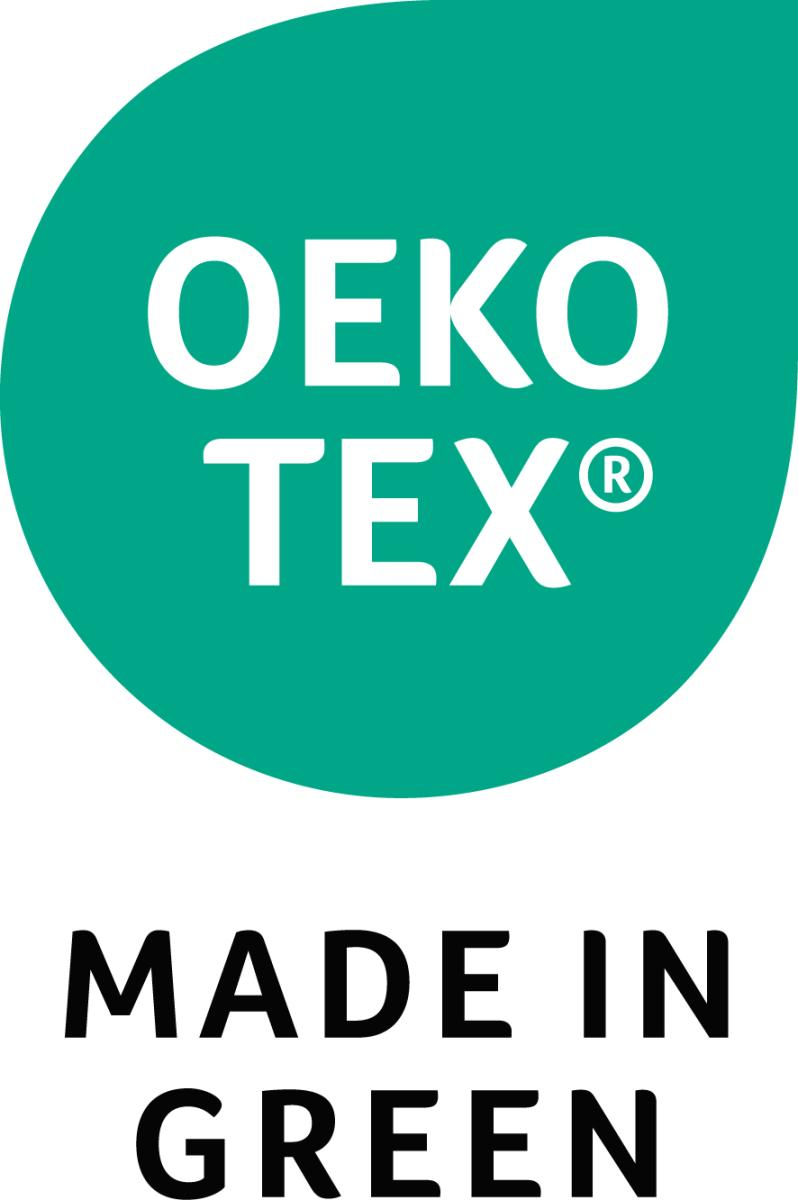
Az OEKO-TEX Made in Green logója

Az OEKO-TEX MADE in GREEN  címke olyan textil, ruházati, lakástextil vagy bőrtermékeken alkalmazható, amelyeket az OEKO-TEX STeP tanúsítás követelményeit kielégítő eljárással készítettek és abban az OEKO-TEX STANDARD 100 vagy az OEKO-TEX LEATHER STANDARD  szerinti vizsgálatok egészségre ártalmas anyagot nem mutattak ki. A terméken elhelyezhető címke tartalmaz egy olyan QR kódot, amelynek alapján beazonosíthatók a gyártási láncban részt vevő gyártó üzemek és országok. Minden beszállítónak be kell tartania a tanúsításhoz tartozó minőségi előírásokat és a munkavégzés etikai követelményeit. Az OEKO-TEX STeP tanúsítás előfeltétele az OEKO-TEXMADE IN GREEN  termékcímke megszerzésének. 
Az OEKO-TEX MADE IN GREEN  tanúsítás egy évig érvényes, de érvényessége többször is meghosszabbítható.

## OEKO-TEX ECO PASSPORT

Az OEKO-TEX Eco Passport logója

Az ECO PASSPORT  tanúsítással rendelkező vegyszergyártók azt igazolhatják, hogy a textil-, ruha- és bőrgyártásban alkalmazott vegyszereik és segédanyagaik, mint pl. a színezékek, a funkcionális kikészítéshez használt vegyületek, appretálószerek, kenőanyagok, oldószerek stb. a fenntartható gyártáshoz felhasználhatóak.
A tanúsítás kritériumai:
- A gyártónak nyilatkoznia kell arról, hogy termékei szerepelnek a REACH rendelet SVHC jegyzékében illetőleg arról, hogy nem szerepelnek az OEKO-TEX STANDARD 100 vagy az OEKO-TEX LEATHER STANDARD  szabványokban felsorolt tiltott szerek között.
- Egy, az OEKO-TEX Szervezethez tartozó illetékes laboratórium szúrópróbaszerűen megvizsgálja a terméket, hogy az alkalmazott vegyszerek koncentrációja nem haladja-e meg a megengedett küszöbértéket.

A tanúsítás egy évig érvényes, de érvényessége többször is meghosszabbítható.
Az akkreditált vizsgáló intézetek rendszeresen ellenőrzik a kereskedelemben kapható, OEKO-TEX termékszabvány szerint tanúsított termékeken, hogy azok minősége folyamatosan megfelel-e a követelményeknek. Amennyiben eltérnek attól, a védjegy használati engedélyét visszavonhatják.

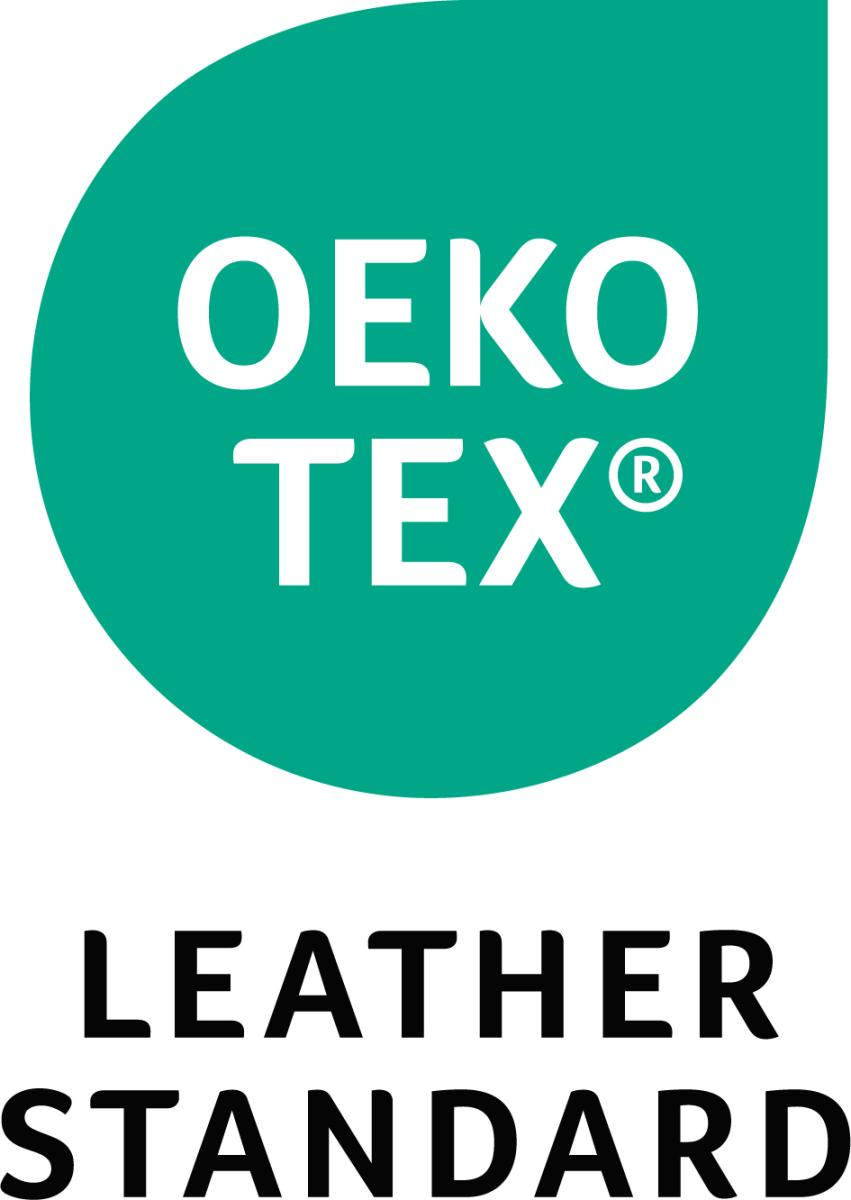

## OEKO-TEX LEATHER STANDARD
Az OEKO-TEX LEATHER STANDARD  a valódi bőrből készült termékekre vonatkozik (műbőrökre nem!) és lényegében ahhoz hasonló tanúsítási rendszer, mint a STANDARD 100: azt tanúsítja, hogy a bőripari termékben nincsenek az egészségre káros vegyszerek. Az OEKO-TEX LEATHER STANDARD a minősítésben ugyanúgy négy termékosztályt határoz meg, mint az OEKO-TEX  STANDARD 100: 
- I. Csecsemők és kisgyermekek által használt termékek (3 éves korig)
- II. A bőrrel közvetlenül és nagy felületen érintkező termékek
- III. A bőrrel közvetlenül nem vagy csak kis felületen érintkező termékek
- IV. Lakás- és dekorációs anyagok (amelyek a testtel közvetlenül nem vagy alig érintkeznek)

A szabvány a következő bőrök, illetve az azokból készült termékek minősítését teszi lehetővé:
- báránybőr
- birkabőr
- kecskebőr
- szarvasmarha- és tehénbőr
- borjúbőr
- lóbőr

A nem bőrből, hanem textilből vagy fémből készült árucikk alkotórészeire az OEKO-TEX STANDARD 100  szabvány feltételei vonatkoznak. A vegyi anyagokat, segédanyagokat és színezékeket az OEKO-TEX ECO PASSPORT  szerint vizsgálják és tanúsítják, nem pedig az OEKO-TEX LEATHER STANDARD szerint.
A tanúsítás egy évig érvényes, de érvényessége többször is meghosszabbítható.
Az akkreditált vizsgáló intézetek rendszeresen ellenőrzik a kereskedelemben kapható, LEATHER STANDARD  termékszabvány szerint tanúsított termékeken, hogy azok minősége folyamatosan megfelel-e a követelményeknek. Amennyiben eltérnek attól, a védjegy használati engedélyét visszavonhatják.

## Az OEKO-TEX Detox to Zero

A DETOX TO ZERO szolgáltatás logója

A DETOX TO ZERO  a STeP tanúsítás részeként kapott jelentés, amely értékeli a textíliát gyártó cég vegyszerkezelésének és hulladékvíz- és veszélyesanyag-kibocsátásának kezelését, összhangban a Greenpiece Detox kampányának követelményeivel. A független OEKO-TEX intézet egy éves jelentést ad a vállalkozásnál használatban lévő vegyszerekről, kiértékeli a szennyvíz és a szennyvíziszap minőségét, valamint a megtett környezetvédelmi intézkedéseket, ezáltal a gyártó és partnerei folyamatosan működő  monitoring-rendszerrel rendelkeznek a Detox kampány szerinti megfelelőség eléréséhez .

## Korábbi tanúsítások
OEKO-TEX Standard 1000
Ezt a tanúsítási formát 2013-ban a STeP by OEKO-TEX gyártási folyamatokra szóló tanúsítás váltotta fel.
OEKO-TEX Standard 100 plus
Ezt a tanúsítási rendszert az OEKO-TEX Szervezet 2013-ban megszüntette és helyette 2015-ben a STeP ill. a Made in Green tanúsítási rendszert vezette be.